# Фамінцин Олександр Сергійович
Олекса́ндр Сергі́йович Фамі́нцин (24 жовтня (5 листопада) 1841, Калуга — 24 червня (6 липня) 1896, Лігово, Російська імперія) — російський композитор, музичний критик та педагог, дослідник історії музики та музичних інструментів, перекладач. Брат Андрія Фамінцина.

## Життєпис
Народився в Калузі, 24 жовтня 1841 року. В 1862 закінчив природничий факультет Санкт-Петербурзького університету. Займався музикою в Сантіса та Фогта. Продовжив навчання в Ляйпцизькій консерваторії (Гауптман, Ріхтер, Рібель, Мошелес; 1862-1864), далі у Зейфріца в Левенберзі.
Повернувшись до Санкт-Петербургу читав в консерваторії лекції з історії музики та естетики (1865-1872). Був секретарем Імператорського російського музичного товариства (1870-1880). З кінця 1860-х до кінця 1870-х — музичний співробітник «Голосу». Редагував журнал рос. «Музыкальный сезон», також працював з такими виданнями як рос. «Музыкальный листок», рос. «Баян», рос. «Пчела», рос. «Слово», нім. «S.-Petersburger Zeitung» та ін.
Як музичний критик був прихільником класиків і запеклим супротивником „Нової російської школи“. Полеміка Володимира Стасова що до статей Фамінцина призвела навіть до судового розгляду.
В українському музикознавстів відомий як автор теорії західноєвропейського (британського) походження бандури, спростованої Гнатом Хоткевичем.
Помер 24 травня 1896 в Лігово під Санкт-Петербургом.

## Доробок

### Праці з історії
- Божества древнихъ славянъ [Архівовано 23 січня 2021 у Wayback Machine.]. Изслѣдованіе Ал. С. Фаминцына. — Издательство «Типографія Э. Арнгольда», СПб., 1884. — 333 с.
- Божества древних славян (30-459). Скоморохи на Руси (460-666). Древнеарийские и древнесемитские элементы славян (667-723) / Сост. и отв. ред. О. А. Платонов, предисл. Е. А. Окладникова[ru]. — М.: Издательство «Институт русской цивилизации», 2014 [Архівовано 25 вересня 2020 у Wayback Machine.]. — 727 с. — ISBN 978-5-4261-0104-3
- Серия «В поисках утраченного наследия» № 5, Издательство «Вече» [ru]. — М., 2017. — 352 с. — ISBN: 978-5-4444-5876-1

### Праці з історії та теорії музики
- рос. «Разбор сочинения Шафранова: О складе народно-русской песенной речи», Санкт-Петербург, 1881
- рос. «Божества древних славян», незакінчене, 1-й випуск 1884
- рос. «Древняя индокитайская гамма в Азии и Европе», в журналі рос. «Баян», 1888, окреме видання Санкт-Петербург, 1889
- рос. «Скоморохи на Руси», Санкт-Петербург, 1889
- рос. «Гусли», історичний нарис, Санкт-Петербург, 1890, срібна медаль Академії наук
- рос. «Домра и сродные ей инструменты русского народа...» Санкт-Петербург, 1891
- рос. «Словарь русских музык. деятелей» — не закінчено
- рос. «Начатки теории музыки» Санкт-Петербург, 1895

### Переклади
- Ріхтера:
  - рос. «Учебник контрапункта», 1873
  - рос. «Учебник фуги», 1873
  - рос. «Учебник гармонии», 1876
  - рос. «Элементарная теория», з доповненнями та під редакцією, 1886
- рос. «Всеобщий учебник музыки» Адольфа Бернгарда Маркса[ru], 3-тє видання, 1893
- рос. «Руководство к модуляции» Фелікса Дрезеке

### Музичні твори
- Опери:
  - рос. «Сарданапал», Санкт-Петербург, Маріїнський театр, 1875, внаслідок неуспіху знята з репертуару, надруковано клавіраусцуг
  - рос. «Уриель Акоста», 1883, рукопис
- Симфонична картина рос. «Шествие Диониса», виконувалась на концертах музичного товариства
- Твори для камерного ансамблю: 3 струнних квартети (Es-dur, F-dur та D-moll); фортепіанний квінтет
- Романси:
  - рос. «Русский детский песенник», 2 частини
  - рос. «Баян», 150 пісень різних народів на 1 та 2 голоси.